# غابرييل فرناندو ألميدا
غابرييل فرناندو ألميدا (بالبرتغالية: Gabriel Fernando Almeida‏) هو لاعب كرة قدم برازيلي، ولد في 3 سبتمبر 1996 في سانتوس في البرازيل.

## وصلات خارجية
- غابرييل فرناندو ألميدا على موقع قاعدة بيانات كرة القدم.إي يو (الإنجليزية)
- غابرييل فرناندو ألميدا على موقع Soccerway.com (الإنجليزية)